# Calisto I de Constantinopla
Calisto I de Constantinopla (†1363) foi o patriarca grego ortodoxo de Constantinopla por dois períodos, entre junho de 1350 até 1353 e novamente entre 1354 e 1363 d.C. Calisto I era um monge de Monte Atos e um defensor de Gregório Palamas na controvérsia hesicasta.

## Biografia
Nada se sabe dos primeiros anos da vida de Calisto. Ele foi um discípulo de Gregório Palamas e Gregório do Sinai e levou uma vida asceta como um monge em Monte Atos, no Mosteiro de Filoteu, por 28 anos. Ele também fundou o Mosteiro de São Mamede em Tenedos, uma pequena ilha perto do Dardanelos.

## Patriarcado
Calisto foi eleito para o trono da sé episcopal de Constantinopla em junho de 1350, sucedendo ao patriarca Isidoro I. Em 1351, ele convocou um sínodo em Constantinopla que finalmente estabeleceu que o hesicasmo era ortodoxo. Calisto e os patriarcas ecumênicos que o sucederam levaram adiante uma vigorosa campanha para conseguir que o palamismo fosse aceito pelos demais patriarcas orientais e pelos bispos metropolitanos sob a jurisdição deles. Porém, levaria ainda algum tempo para que fosse superada a resistência inicial à doutrina. Um exemplo desta resistência foi a resposta do metropolita de Kiev que, ao receber os tomos de Calisto expondo a doutrina palamista, a rejeitou veementemente e compôs uma resposta refutando-a. De acordo com Martin Jugie, historiadores contemporâneos representam Calisto como um "doutrinador brutal cujo zele perseguidor era necessário refrear".
Em 1353, Calisto se recusou a coroar Mateus Cantacuzeno, filho do imperador João VI Cantacuzeno, como co-imperador com seu pai e, como resultado, foi deposto e retornou para Monte Atos. Em 1354, após João IV ter abdicado, Calisto retornou ao trono patriarcal e passou a se dedicar a fortalecer a administração do patriarcado. Ele organizou o sistema paroquial de igrejas sob a supervisão de um exarca patriarcal. Ele também lutou para fortalecer o controle patriarca sobre as várias jurisdições da Igreja Ortodoxa, a ponto de retirar dos dípticos o nome de Estêvão Uresis IV, do Império Sérvio, por estabelecer um arcebispado sérvio como um patriarcado independente.
Em 1355, Calisto escreveu para o clero de Trnovo afirmando que os latinos que haviam sido batizados com uma única imersão deveriam ser rebatizados. Ele considerava o batismo com uma única imersão impróprio e ímpio, ponto de vista que ele defendia com base nos Cânones Apostólicos, que claramente afirmam que os que foram assim batizados precisam ser rebatizados.

## Morte
Calisto morreu em 1363 a caminho de Serres, como membro de uma embaixada do imperador João V Paleólogo em busca da ajuda de Helena da Bulgária, imperatriz sérvia e esposa de Estêvão IV, contra os turcos otomanos. Uma história relata que São Máximo de Kapsokalyvia teria profetizado a morte do patriarca quando, no caminho, eles passaram por Monte Atos. Vendo-o, São Máximo teria dito: "Este ancião jamais verá seu rebanho novamente pois se ouve atrás dele o canto funerário: 'Abençoados são os puros no caminho'" (compare com Salmos 119:1–3).